# Оксли, Джон
Джон Джозеф Уильям Молесворс Оксли (англ. John Joseph William Molesworth Oxley; 6 июля 1784, Киркхэм, Норт-Йоркшир — 26 мая 1828, Camden) — английский путешественник, один из первых исследователей Австралии.
Исследовал множество австралийских рек в период с 1817 по 1824 год. Скончался от болезней, вызванных экспедиционными тяготами.
В Квинсленде многие национальные парки и библиотеки названы в его честь.

## Морская карьера
В 1799 году (в возрасте 15 лет) Оксли поступил в Королевский флот мичманом на корабль «Venerable» (1784). Он отправился в Австралию в октябре 1802 года помощником капитана военно-морского судна «Buffalo», которое проводило прибрежную съёмку и обследование Западного порта на протяжении следующих пяти лет. В 1805 году губернатор Кинг назначил его исполняющим обязанности лейтенанта «Буффало». В 1806 году (в возрасте 22 лет) во время поездки на Землю Ван-Димена (Тасмания) он командовал кораблём «Estramina».
В 1807 году вернулся в Англию и был назначен первым лейтенантом британского шлюпа «Porpoise», дислоцированного в Новом Южном Уэльсе. Чтобы занять эту должность, он отплыл в Новый Южный Уэльс, путешествуя в качестве агента Транспортного комитета на судне для заключенных «Спик». Прибыл в ноябре 1808 года с грузом на сумму 800 фунтов стерлингов. В 1809 году «Porpoise» посетил Землю Ван Димена, перевозя губернатора Уильяма Блая, свергнутого во время Ромового бунта. Когда Блай был свергнут, Оксли отрицал, что был сторонником Макартура (Макартура отправили в Англию для трибунала), но его письма показывают, что он был в очень близких отношениях с Макартуром.
В 1810 году Оксли вернулся в Англию, где подал заявку на должность морского офицера в Сиднее, а затем, заплатив Чарльзу Граймсу за отставку, по словам Джона Макартура, дважды добивался должности генерального инспектора. В 1812 году он обручился с Элизабет Макартур, дочерью Джона Макартура. Однако помолвка была приостановлена, когда её отец обнаружил размер долгов Оксли.

## Генеральные инспектор
Вторую заявку Оксли на должность генерального инспектора штата Новый Южный Уэльс одобрили благодаря влиянию Уолтера Дэвидсона, друга Макартура. В 1811 году Оксли ушёл из флота, а в мае 1812 года отплыл в Сидней в третий раз на «Менестреле», чтобы работать геодезистом, хотя у него не было опыта картографирования.
Назначение Оксли произошло во время губернаторства Лаклана Маккуори. Маккуори поощрял исследования — он послал Джорджа Эванса подтвердить исследовательские работы Вентворта, Блэксленда и Лоусона над Голубыми горами и инициировал строительство дороги через Голубые горы в 1814—1815 годах.
Теперь Маккуори хотел, чтобыбыли исследованы реки Локлан и Маккуори. Открытие новых земель за горами привело к дальнейшим исследованиям этой территории и реки Маккуори. По непонятной причине Маккуори и Локлан текли на запад, в глубь страны, а не на восток, к побережью. В 1817 и 1818 годах губернатор Маккуори назначил Джона Оксли командиром двух экспедиций для исследования этих рек.

## Экспедиция на реке Локлан, 1817 г
В марте 1817 года Джону Оксли было поручено возглавить экспедицию по исследованию течения реки Локлан. 6 апреля того же года он отправился из Сиднея, взяв в состав команды Джорджа Эванса в качестве заместителя и Аллана Каннингема как ботаника. Экспедиция прибыла в Батерст через неделю. 25 апреля 1817 года они достигли склада на реке Локлан, заранее подготовленного для них (с провизией и снаряжением) отдельной группой под руководством Уильяма Кокса. Отсюда группа продолжила путь, переправив часть груза на лодках. По мере продвижения экспедиции на запад местность вокруг разлившейся реки становилась всё более заболоченной. 12 мая к западу от современного городка Форбс они столкнулись с обширным болотом, преградившим дальнейший путь. Группа спустилась по северному рукаву реки до горы Малгутери, но была вынуждена повернуть обратно вверх по течению.
Вернувшись немного назад, они проследовали в юго-западном направлении через Унгари и мимо Уитхалла, намереваясь отправиться по суше к южному побережью Австралии. К концу мая группа оказалась в сухой, заросшей кустарником стране к северо-востоку от Йенды, где они поднялись на несколько вершин в национальном парке Кокопарра. Нехватка воды и смерть двух лошадей вынудили Оксли вернуться, пройдя около Рэнкинс-Спрингс к реке Локлан.
23 июня группа достигла реки Локлан возле моста Мерригал: «мы внезапно вышли на берег реки… которую мы покинули почти пять недель назад». В течение двух недель они следовали по течению реки Локлан через Хиллстон и Булигал. Группа наткнулась на сильно затопленную местность и достигла точки в 5 км к юго-западу от Булигала, которая была их последним лагерем. 7 июля Оксли проехал ещё 16 км по затопленной реке и записал, что «с бесконечным сожалением и болью я был вынужден заключить, что внутренние районы этой огромной страны — болота и непригодны для жилья». Оксли решил повернуть назад, и после двухдневного отдыха группа исследователей начала возвращаться назад по реке Локлан.
Они покинули Локлан в Киакату выше по течению от нынешнего участка озера Карджеллиго и перешли на реку Боган, а затем в долину Веллингтон в верховьях реки Маккуори, по которой они последовали обратно в Батерст (прибытие 29 августа 1817 года).
Долина Веллингтона позже станет местом поселения для осужденных.

## Экспедиция по реке Маккуори, 1818 г
Хотя Джон Оксли разочарован своей экспедицией Локлана, но не проследовал по реке до конца, он принял следующее указание Маккуори исследовать реку Маккуори. Он уехал из Батерста 28 мая 1818 года с исследовательской группой, в которую вошли заместитель генерального инспектора Джордж Эванс, друг Оксли доктор Джон Харрис, ботаник по имени Чарльз Фрейзер и двенадцать заключенных. Имена двенадцати заключенных были позже записаны губернатором Маккуори в его дневник после возможного возвращения партии в Сидней. «Вот их имена: Уильям Уорнер, Патрик Бирн, Джеймс Блейк, Джордж Симпсон, Джеймс Уильямс, Джон Уильямс, Фрэнсис Ллойд, Барнард Батлер, Томас Эллис, Джон Дуайер, Ричард Уоттс, Генри Шиппи». Он также отметил, что первые пять человек в списке также были с Оксли во время предыдущего 1817 года исследовательского путешествия к Локлану.
Также они взяли с собой лодки и почти два десятка лошадей. Группа должна была подняться вверх по реке к болотам Маккуори, повернуть на северо-восток к горам Варрамбангл, пересекая реку Каслри, осмотреть богатые Ливерпульские равнины, пересечь реки Пил и Гастингс, чтобы добраться до побережья Нового Южного Уэльса и места расположения современный Порт-Маккуори.
12 июня 1818 года Оксли был рядом с местом, которое впоследствии станет Даббо. Он написал, что в тот день он прошел «над очень красивой страной, покрытой тонкими лесами и, по всей видимости, не пострадавшей от сильнейших наводнений …». они продолжали следовать за рекой Маккуори по суше, которая становилась все более плоской. 27 июня они заметили небольшой холм и назвали его Маунт Харрис в честь сопровождавшего его Джона Харриса. В тот же день горы на расстоянии к востоку (теперь известные под своим аборигенным названием Warrumbungles) были названы хребтами Арбетнота в честь достопочтенного К. Арбетнота из Казначейства Его Величества.
Гора Харрис находится в 54 км к северо-западу от современного Уоррена.
Они продолжили путь на лодке и лошадях, пока не достигли болот Маккуори, где они простирались через тростник, и Оксли не смог определить течение реки дальше вниз по течению. Он написал:
«Но если можно допустить, чтобы мнение было искажено из фактического внешнего вида, я решительно в пользу того, чтобы мы находились в непосредственной близости от внутреннего моря или озера, скорее всего, на мелководье».
Отсюда он вернулся к горе Харрис, северо-западу от современного Уоррена, и расположился лагерем с начала июля, когда послал Джорджа Эванса вперед с несколькими людьми, чтобы разведать путь на северо-восток. По возвращении Эванса экспедиция пересекла реку, которую Оксли назовет Castlereagh, направилась к горам Warrumbungle, которые он назвал в то время «хребтом Arbuthnot», и на восток через Gooriananwa Gap. Отсюда они двинулись вперед, чтобы натолкнуться на багутю почвами Ливерпульскую равнину.
26 августа 1818 года они поднялись на холм и увидели перед собой богатую плодородную землю (реку Пил) недалеко от нынешнего места Тамворта . Продолжая двигаться дальше на восток, они пересекли Большой Водораздельный хребет, проходя 13 сентября 1818 года мимо водопада Апсли, который Оксли назвал водопадом Батерст. Он описал его как «один из самых великолепных водопадов, которые мы видели».
Достигнув реки Гастингс, группа исследователей последовала за ней до её устья, обнаружив, что она впадает в море в месте, которое Оксли назвал Порт-Маккуори. В своем дневнике от 27 ноября 1818 года губернатор Маккуори перечислил двенадцать человек, сопровождавших Оксли и Эванса в этой экспедиции (см. Выше). Он написал: «Я проинспектировал и поговорил с 12 мужчинами, которые сопровождали мистера Оксли в его последней экспедиции — и в его собственном присутствии поблагодарил их за их постоянное доброе и послушное поведение в экспедиции; и, будучи всеми осужденными, я обещал дайте им условное помилование в качестве награды за хорошее поведение».

## Экспедиция Оксли 1823 года на реку Брисбен
В 1823 году губернатор Брисбена отправил Оксли на лодке на север в поисках места для альтернативного исправительного поселения для самых трудных осужденных. В этом путешествии он посетил реку Твид и долину и был глубоко впечатлен, записав свои впечатления следующим образом: «Глубокая богатая долина, поросшая великолепными деревьями, прекрасная однородность которой нарушалась только поворотами и извилинами реки, которые кое-где казались маленькими озёрами. Фоном была гора Уорнинг. Вид был вообще неописуемо красивым. Пейзажи здесь превосходили все, что я раньше видел в Австралии».
Оксли отплыл на север из Твидовой области на «Русалке». Обогнув остров Мортон, он наткнулся на двух сбежавших заключенных, которые жили там с аборигенами. С их помощью ему показали и назвали реку Брисбен. Он рекомендовал это место для поселения заключенных, которое стало заливом Мортон, а затем городом Брисбен. В 1924 году на Северной набережной был построен памятник в ознаменование места его высадки в Брисбене. Затем он отправился дальше на север, чтобы исследовать Порт-Кертис (место Гладстона) и продолжил исследовать регион, который теперь известен как Юго-Восточный Квинсленд.
В 1824 году Оксли в сопровождении Аллана Каннингема вернулся к реке Брисбен и, путешествуя дальше, обнаружил реку Бремер

## Личная жизнь
Губернатор Локлан Маккуори предоставил Оксли 600 акров (240 га) около Камдена в 1810 году, которые он увеличил до 1000 акров (400 га) в 1815 году. Он назвал это владение Киркхэмом и выращивал и разводил там овец. Он также некоторое время был директором Банка Нового Южного Уэльса. Он был одним из пяти членов первоначального Законодательного совета Нового Южного Уэльса 1824 года, но не был повторно назначен, когда Совет был воссоздан в 1825 году .
Имел дочерей от двух женщин вне брака, а также в браке. Также у Оксли было два сына. Одна из дочерей исследователя утонула в глубоком колодце в возрасте 4 лет.